# Torsten Ahlstrand
Torsten Herbert Ahlstrand, född 7 januari 1907 i Fässbergs församling, död 21 september 2004 i Örgryte församling, var en svensk präst och museiman. 
Efter studentexamen i Göteborg 1925 studerade Ahlstrand vid Göteborgs högskola och filosofie kandidat 1928 och filosofie licentiat i konsthistoria med konstteori 1930 på avhandlingen Våra svenska epitafier från 1500 till 1800 samt teologie kandidat vid Lunds universitet 1932. Han prästvigdes i Skara 1933 och fick missiv till Norra Vings församling 1933–1934. Ahlstrand blev 1934 kyrkoadjunkt i Borås församling och 1954 komminister i Gustav Adolfs församling i Borås. Samtidigt var han konst- och litteraturkritiker i Västgöta-Demokraten. Ahlstrand engagerade sig i en förnyelse av konsten i kyrkorna och publicerade 1956 jubileumsskriften Gustav Adolfs kyrka i Borås. Han var politiskt aktiv i Borås arbetarekommun med förtroendeuppdrag som nämndeman och ledamot i kyrkofullmäktige. Han hade åren 1960–1972 tjänst som intendent och chef för Borås konstmuseum. Efter pensioneringen var han fortsatt verksam som präst med kyrkliga förrättningar, som skribent och som sakkunnig i kyrkliga utsmyckningsfrågor. År 1981 publicerade han boken I sällskap med Bellman. Ahlstrand tilldelades Stiernsköldsmedaljen av Borås stad 1970.  Han var mångårig medlem av Borås Par Bricole, där han instiftade Torsten Ahlstrands kulturfond, som utdelar ett kulturstipendium vart tredje år.  
Torsten Ahlstrand är begraven i familjegraven på Fässbergs kyrkogård i Mölndal. Han var i sitt första äktenskap gift med sjuksköterskan Lizzie Tenelius (1906–1992) och är i detta gifte far till diplomaten Lars Ahlstrand, konsthistorikern och museichefen Jan Torsten Ahlstrand och läraren Harald Ahlstrand. Andra gången var han gift med en brorsdotter till John Cullberg men även detta äktenskap upplöstes genom skilsmässa.